# Reigoso (Oliveira de Frades)
Reigoso é uma povoação portuguesa do Município de Oliveira de Frades que foi sede da extinta Freguesia de Reigoso, freguesia que tinha 12,72 km² de área e 341 habitantes (2011), e, por isso, uma densidade populacional de 26,8 hab/km².
A Freguesia de Reigoso foi extinta (agregada) pela reorganização administrativa de 2012/2013, tendo o seu território sido integrado na então criada União das Freguesias de Destriz e Reigoso.

## População
| População da freguesia de Reigoso | População da freguesia de Reigoso | População da freguesia de Reigoso | População da freguesia de Reigoso | População da freguesia de Reigoso | População da freguesia de Reigoso | População da freguesia de Reigoso | População da freguesia de Reigoso | População da freguesia de Reigoso | População da freguesia de Reigoso | População da freguesia de Reigoso | População da freguesia de Reigoso | População da freguesia de Reigoso | População da freguesia de Reigoso | População da freguesia de Reigoso |
| --------------------------------- | --------------------------------- | --------------------------------- | --------------------------------- | --------------------------------- | --------------------------------- | --------------------------------- | --------------------------------- | --------------------------------- | --------------------------------- | --------------------------------- | --------------------------------- | --------------------------------- | --------------------------------- | --------------------------------- |
| 1864                              | 1878                              | 1890                              | 1900                              | 1911                              | 1920                              | 1930                              | 1940                              | 1950                              | 1960                              | 1970                              | 1981                              | 1991                              | 2001                              | 2011                              |
| 464                               | 449                               | 451                               | 373                               | 419                               | 438                               | 506                               | 444                               | 435                               | 471                               | 426                               | 402                               | 390                               | 375                               | 341                               |

| Distribuição da População por Grupos Etários | Distribuição da População por Grupos Etários | Distribuição da População por Grupos Etários | Distribuição da População por Grupos Etários | Distribuição da População por Grupos Etários | Distribuição da População por Grupos Etários | Distribuição da População por Grupos Etários | Distribuição da População por Grupos Etários | Distribuição da População por Grupos Etários | Distribuição da População por Grupos Etários |
| -------------------------------------------- | -------------------------------------------- | -------------------------------------------- | -------------------------------------------- | -------------------------------------------- | -------------------------------------------- | -------------------------------------------- | -------------------------------------------- | -------------------------------------------- | -------------------------------------------- |
| Ano                                          | 0-14 Anos                                    | 15-24 Anos                                   | 25-64 Anos                                   | > 65 Anos                                    |                                              | 0-14 Anos                                    | 15-24 Anos                                   | 25-64 Anos                                   | > 65 Anos                                    |
| 2001                                         | 67                                           | 49                                           | 170                                          | 89                                           |                                              | 17,9%                                        | 13,1%                                        | 45,3%                                        | 23,7%                                        |
| 2011                                         | 46                                           | 43                                           | 170                                          | 82                                           |                                              | 13,5%                                        | 12,6%                                        | 49,9%                                        | 24,0%                                        |

Média do País no censo de 2001:  0/14 Anos-16,0%; 15/24 Anos-14,3%; 25/64 Anos-53,4%; 65 e mais Anos-16,4%
Média do País no censo de 2011:   0/14 Anos-14,9%; 15/24 Anos-10,9%; 25/64 Anos-55,2%; 65 e mais Anos-19,0%

## Património
- Albergaria (ou hospital)
- Casa de Garcia
- Ponte
- Troço de via romana de Sobreira
- Dois marcos miliários romanos
- Castro do Murado
- Murado de Várzea
- Mamoas da Seixa, de Campelos, da Várzea, das Arcas e da Portela de Carrazedo
- Megálito do vale do Poço Redondo
- Núcleo de moinhos de água